# Milo Dor
Milo Dor, właśc. Milutin Doroslovac, pseud. Alex Lutin, Alexander Dormann (ur. 7 marca 1923 w Budapeszcie, zm. 5 grudnia 2005 w Wiedniu), pisarz austriacki pochodzenia serbskiego, krytyk literacki, tłumacz.

## Życiorys
Był synem lekarza. W czasie nauki w gimnazjum wstąpił do młodzieżowej organizacji komunistycznej; debiutował jako poeta pisząc w języku serbsko-chorwackim. W 1940 został usunięty ze szkoły za organizację strajku, rok później zdawał maturę w trybie eksternistycznym. Po zajęciu Jugosławii przez III Rzeszę zaangażował się w działalność podziemną; aresztowany w 1942, przebywał w obozie, a następnie został deportowany do Wiednia jako robotnik przymusowy. Rozpoczął tam potajemnie studia teatrologiczne, które kontynuował na Uniwersytecie już po wojnie (do 1949). W 1949 przeniósł się do Paryża, od 1951 mieszkał w RFN. Należał do „Grupy 47”, obok m.in. Güntera Grassa i Hansa Wernera Richtera. Po zawarciu drugiego małżeństwa w 1955 osiadł w Wiedniu, spędzając także kilka miesięcy w roku w Rovinj na Istrii. Owdowiał w 2002; jego synem jest znany austriacki reżyser i producent filmowy Milan Dor.
W czasie studiów powojennych publikował w pismach studenckich oraz awangardowym magazynie „Der Plan”, utrzymywanym na pograniczu surrealizmu i ekspresjonizmu przez poetę Otto Basila. Od lat 50. Dor współpracował z austriackim satyrykiem Reinhardem Federmannem, wraz z którym pisał wspólnie powieści kryminalne oraz wydawał antologie. Z Federmannem, a także z Aloisem Schmausem i niekiedy sam, tłumaczył na język niemiecki utwory m.in. Ivo Andricia, Izaaka Babela, Miroslava Krležy, Georges'a Simenona. W pracy tłumacza współpracował również z Karlem Dedeciusem.
Poza kryminałami był autorem powieści historycznych. Najbardziej znanym jego utworem jest autobiograficzna saga o Mladenie Raikowie (Tote auf Urlaub, 1952; Nichts als Erinnerung, 1959; Die weiße Stadt, 1969). Przedstawiał w swojej twórczości znane sobie środowiska społeczne w okresie poprzedzającym wybuch II wojny światowej oraz w czasie samej wojny. Ponadto tworzył reportaże, scenariusze filmowe, słuchowiska. Należał do austriackiego PEN-Clubu. Był laureatem państwowej nagrody literackiej Austrii (1962), nagrody literackiej Wiednia (1977), nagrody im. Andreasa Gryphiusa (1998), nagrody im. Bruno Kreisky'ego (2001).